# Le Théorème du Perroquet
Le Théorème du Perroquet est un roman de Denis Guedj, publié en septembre 1998.
Une intrigue policière est le prétexte que prend Denis Guedj pour dérouler un parcours dans l’histoire des mathématiques jalonnées de grands mathématiciens Thalès, Pythagore, Euclide, Hypatie, Al-Khwarizmi, Omar Khayyam, Nasir ad-Din at-Tusi, Tartaglia, Lodovico Ferrari, Abel, Galois, Fermat, Euler, de la naissance de l’algèbre au théorème de Fermat et à la conjecture de Goldbach.

## Résumé
L'histoire se déroule à Montmartre, rue Ravignan. Pierre Ruche (πR) est un vieux libraire cloué dans un fauteuil roulant. Il est aidé par Perrette Liard qui élève seule trois enfants : les jumeaux Jonathan et Léa, et le dernier Max, un enfant sourd.
La vie de tout ce petit groupe va être bouleversée par deux événements : 
- l'entrée dans la famille d'un perroquet, Nofutur, que Max sauve des mains de personnages douteux ;
- l'arrivée d'une lettre du Brésil (Manaus) provenant d'Elgar Grosrouvre, un ami d'enfance de Pierre, féru de mathématiques, qui lui confie la totalité de sa bibliothèque ainsi qu'une énigme à résoudre.

À travers les fiches laissées par Grosrouvre, Pierre Ruche va découvrir la richesse des mathématiques de l'époque grecque jusqu'à nos jours. Ses recherches le mèneront de la Bibliothèque nationale de France (BnF) à l’Institut du monde arabe (IMA), en passant par la pyramide du Louvre. Il partage ses découvertes avec Max et les jumeaux qui vont eux aussi finir par se prendre au jeu.
Mais quel rapport y a-t-il entre la mort de Grosrouvre, sa bibliothèque et le perroquet Nofutur ? 
«  Il y a dans ces ouvrages (de mathématiques) des histoires qui valent celles de nos meilleurs romanciers. »

## Éditions
- Denis Guedj, Le Théorème du Perroquet, Paris, Éditions du Seuil, coll. « Points roman » (no 785), 2000 (1re éd. 1998), 654 p. (ISBN 2-02-042785-0 et 978-2020427852)